# Beaver Island (Antarktika)
Beaver Island ist eine 7 km lange und 4 km breite Insel vor der Küste des ostantarktischen Enderbylands. Sie liegt unmittelbar an der Südflanke der Einmündung des Beaver-Gletschers in den östlichen Teil der Amundsenbucht.
Teilnehmer einer Mannschaft der Australian National Antarctic Research Expeditions unter der Leitung des deutsch-australischen Geologen Peter Wolfgang Israel Crohn (1925–2015) besuchten die Insel im Jahr 1956. Das Antarctic Names Committee of Australia (ANCA) benannte sie nach dem nahegelegenen Beaver-Gletscher, dessen Namensgeber Flugzeuge des Typs DHC-2 Beaver sind, die der australischen Expeditionsreihe zur Küstenerkundung dienten.